# Alta Madera
Alta Madera sono un gruppo musicale, formato nel 2001.

## Storia
Gli Alta Madera suonano musiche di diverse culture, infatti iniziano la loro attività eseguendo brani musicali dei paesi dell'America Latina, tra cui Venezuela, Brasile, Argentina e Cuba, terra d'origine del violinista Ruben Chiaviano.
Pubblicano il loro primo album, dal titolo Alta Madera, nel 2005, cui fanno seguito Velas (2007) e En vivo! (2008), tutti pubblicati su etichetta Materiali Sonori.
Nel 2008 il gruppo viene invitato da Giampiero Bigazzi della Materiali Sonori a partecipare al festival Orientoccidente insieme al percussionista indiano Trilok Gurtu. Dell'evento viene pubblicato un DVD, distribuito gratuitamente solo contattando l'etichetta Materiali Sonori.

## Formazione
- Mino Cavallo - chitarra
- Filippo Pedol - contrabbasso
- Ruben Chaviano - violino

## Discografia

### Album in studio
- 2005 - Alta Madera
- 2007 - Velas

### Album dal vivo
- 2008 - En vivo! con Gabriele Mirabassi

### Video
- 2009 - Live DVD con Trilok Gurtu